# Alberto Franceschini
Alberto Franceschini, född 26 oktober 1947 i Reggio nell'Emilia, död 11 april 2025 i Milano, var en före detta italiensk terrorist. Tillsammans med Renato Curcio och Margherita Cagol grundade han i oktober 1970 den väpnade terrororganisationen Röda brigaderna.
Franceschini deltog i april 1974 i kidnappningen av den högerpolitiske domaren Mario Sossi i Genua. Röda brigaderna dömde Sossi till döden för att han under sin studietid varit medlem av den fascistiska studentorganisationen FUAN men Franceschini lyckades övertyga sina kamrater om att Sossi var mer värdefull som bytesobjekt och dödsdomen verkställdes därför aldrig. Franceschini greps av polisen i september samma år och dömdes till arton års fängelse; han släpptes fri 1992.

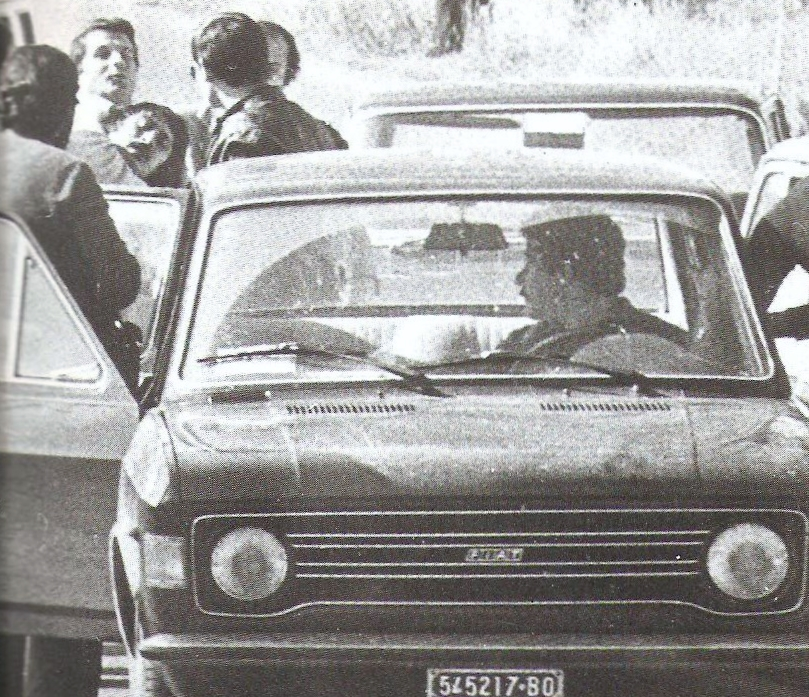
Gripandet av Alberto Franceschini (till vänster) och Renato Curcio (i förarplatsen) i Pinerolo i september 1974.